# 2019冠状病毒病以色列疫情
2019冠状病毒病以色列疫情，介绍在2019新型冠狀病毒疫情中，在以色列发生的情況。

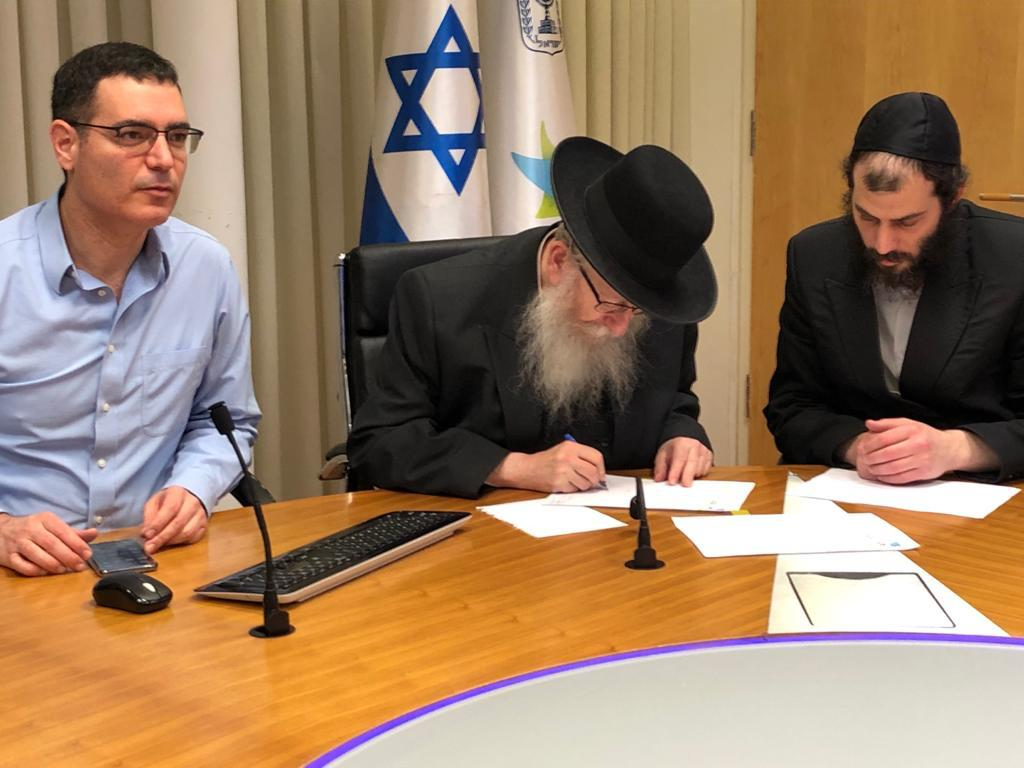
2020年1月27日，以色列卫生部部长雅科夫·李兹曼（居中）签署命令，扩大卫生部的权力来对抗冠状病毒病疫情

該流行病是在沒有官方政府的情況下發生的，因為在2020年以色列立法選舉之後，沒有形成執政聯盟，這是自2018年12月政府解散以來的第三次執政。內塔尼亞胡繼續擔任總理，並被指控採用監視和控制病毒傳播的其他權力。在危機期間，成立了政府。

## 时间线
2月21日，以色列确认了第一例COVID-19病患。在钻石公主号邮轮接受过隔离的一名女性以色列公民自日本返回以色列后，在示巴医疗中心检测呈阳性。
2月23日，第二例自钻石公主号归国的以色列旅客检测呈阳性，被送到医院隔离。200名以色列学生在与一群韩国宗教游客接触后被隔离，另有1400名以色列人出国旅行后被隔离。
2月27日，一名于23日从意大利返回以色列的男子检测呈阳性，并被送往示巴医疗中心。 2月28日，他的妻子也检测呈阳性。
3月1日，一位以色列女兵检测呈阳性。检测之前，她在23日检测出阳性的男子所经营的玩具店工作。
3月3日，又确认了三起病例，两起是在上述的玩具店感染的：一名在该店工作的高中生，以及一位曾在该店购物的学校的副校长。此后，有1150名学生进入了为期两周的隔离。另有一人于2月29日从意大利旅行返回以色列，也检测呈阳性。
4月2日，以色列卫生部长利茨曼及其妻子新冠病毒检测结果均呈阳性。
5月13日，以色列总共确诊人数达16539人，总共病死人数达262人。
8月中旬，佩塔提克瓦市某中国建筑工人聚居区暴发疫情，当地卫生部门对居住于该区域的中国工人进行统一检测，目前已有约90人确诊感染新冠病毒，均为轻症或无症状。

## 反应
2月22日，以色列规定对任何在曾在韩国或日本境内的人士居家隔离14天。同日，以色列禁止抵达以色列前14天内曾在韩国境内的非以色列居民或公民入境。从2月23日开始，该规定也被应用于曾在日本境内的访客。
3月9日，以色列总理内塔尼亚胡宣布，所有进入以色列的人士必须进行14日的自我隔离。该政策对于所有已经归国的以色列公民立即生效；对于所有外国公民，则将于3月13日生效。外国公民在政策生效前，必须证明自己准备好了隔离期间的住宿。同日，在以色列驻希腊大使馆的一名工作人员被检测出冠状病毒呈阳性，并且将其传给了两名家人后，以色列驻希腊大使馆宣布暂时关停。
3月11日，以色列向西岸运输了20吨消毒物资。
3月12日，以色列宣布该国所有大学和学校将会停学，直至逾越节假日后。
3月14日，以色列总理内塔尼亚胡宣布大范围关闭全国公共场所。
4月1日，以色列總理宣佈，所有以色列人須在公眾地方戴口罩。
5月3日起，以色列小学低段（1-3年级）和11至12年级的学生复课。
9月18日，以色列总理府和卫生部宣布以色列全国再度封城。

### 宗教界
3月4日，为避免疫情扩散，大拉比大卫·洛呼吁以色列人不要触碰或亲吻门框经文盒。
3月7日，在“团结”（Yachad）党的发布会上，梅尔·马祖兹拉比指责LGBT社群导致了冠状病毒病疫情。由于此事，反诽谤联盟敦促马祖兹为‘煽动针对LGBT社群的暴力’道歉。
12月27日起，以色列开启第三次全国性封锁。

## 外部連結
- 卫生部的最新规定（页面存档备份，存于）